# Ebires
Els ebires (també escrit com igbires o igbirres) són un grup etnolingüístic de Nigèria que viuen principalment a l'estat de Kogi, a l'estat de Kwara i a l'estat de Nasarawa, a més de la capital federal Abuja, i sumen un milió i mig de persones. La seva llengua és l'ebira o igbirra. La seva ciutat principal és Okene. Anomenen al seu país Ebiraland en anglès i Ebeeba en ebira.
Els ebires disposen de bandera nacional, la qual és rectangular amb franja groga d'un terç al pal, i la resta dividida en tres parts, blanc, verd i blanc, si bé la part verda no arriba fins al vol sinó que quan li falta 1/3 part per arribar es talla amb angles arrodonits deixant de blanc l'espai fins al final. Dins del verd hi ha un arc i fletxa tot negre, dins del qual dos símbols dels ebires en blanc. El blanc representa la pau, el groc l'amor i el verd l'agricultura.